# The Price of Blood
The Price of Blood oder A Planter Selling His Son, deutsch Der Preis des Blutes oder Ein Pflanzer verkauft seinen Sohn, ist der Titel eines Genrebildes des US-amerikanischen Malers Thomas Satterwhite Noble. Das im Jahr 1868 entstandene Gemälde zeigt, wie ein Südstaaten-Pflanzer seinen Sohn an einen Händler verkauft, und kritisiert so die Sklaverei in den Vereinigten Staaten.

## Beschreibung und Bedeutung
In bürgerlichem Interieur sitzt ein Pflanzer aus den Südstaaten am gedeckten Tisch seines Hauses. Nachlassendes Haupthaar und ein grauer Vollbart zeigen ihn in vorgerücktem Alter. Als Hausherr im Morgenmantel lehnt er sich mit überkreuzten Beinen in seinem Schreibstuhl leicht zurück. Er ist in geschäftliche Schwierigkeiten geraten, worauf vielleicht die zerrissenen Papiere am Boden hindeuten. Auf dem Tisch befinden sich Vertragsdokumente, ein Tintenfass mit Schreibfeder, mehrere Stapel Münzen und ein Silbertablett mit einer Branntweinkaraffe und zwei angetrunkenen Likörgläsern. Neben einem Händler, der geschäftsmäßig den gerade ausgehandelten Kaufvertrag verliest, steht am Tisch der Sohn des Pflanzers. Dessen Gesichtszüge ähneln denen des Vaters, doch als „Mulatte“ ist seine Hautfarbe viel dunkler, weil sein Vater ihn – so nicht selten in der Antebellum-Zeit – mit einer schwarzen Sklavin gezeugt hat. Seine nackten Füße, der Strohhut in seiner Rechten und seine ärmliche Kleidung verweisen auf seine Stellung als Sklave und Arbeiter in den Pflanzungen des Vaters. Dennoch zeigt er, betont durch die in die Hüfte gelegte Linke, eine aristokratisch und heroisch anmutende Körperhaltung. Im Bewusstsein, Gegenstand eines Sklavenhandels und somit Opfer eines „Verrats“ seines leiblichen Vaters geworden zu sein, wendet er – entrüstet und gedemütigt – seinen Blick ab.
Der Pflanzer, mit den Fingern seiner rechten Hand ungeduldig auf der Tischdecke tippend, stellt durch seinen fragenden Blick auf den Bildbetrachter eine Verbindung zu ihm her, als ob er dessen Meinung über das Geschehen in Erfahrung bringen möchte. Auf einem an der Wand hängenden Gemälde rechts deutet sich im Halbdunkeln die biblische Szene der Opferung Isaaks an. Im Vergleich der Opferung Isaaks mit der Handlung des Pflanzers erscheint dessen Tat im moralischen Urteil des zeitgenössischen Bildbetrachters als verwerflich und sündhaft, richtet sich dessen „Opferung“ doch darauf, in den Besitz von Geldmünzen zu gelangen, vielleicht um Schulden zu begleichen, in die er durch Alkoholkonsum und liederlichen Lebenswandel geraten ist, worauf möglicherweise die Branntweinkaraffe hindeutet.

## Entstehung und gesellschaftliche Zusammenhänge
Thomas Satterwhite Noble, der Maler des Bildes, wuchs in einem bürgerlichen Südstaatenhaushalt auf. Sowohl sein Vater als auch seine Onkel waren Sklavenhalter.

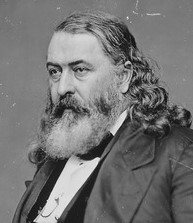
Albert Pike, 1860er Jahre

Den Titel für sein Gemälde – The Price of Blood – mag Noble Harriet Beecher Stowes Bestseller-Roman Uncle Tom’s Cabin entnommen haben, vielleicht aber auch dem Neuen Testament oder abolitionistischen Zeitungen and Artikeln seiner Zeit. Bei Beecher Stowe erscheint die Phrase The Price of Blood in der Episode der schwarzen Sklavin „Cassy“, die von ihrem weißen Besitzer, mit dem sie gemeinsame Kinder hat, an dessen Cousin zur Begleichung von Spielschulden verkauft wird. Im Neuen Testament finden sich die Worte im Evangelium nach Matthäus, in der Szene, in der die Hohen Priester über den zurückgebrachten Judaslohn beraten. Die abolitionistische Literatur des 19. Jahrhunderts bezeichnete mit dem Ausdruck Belohnungen, die nach dem Fugitive Slave Law of 1850 für die Rücküberstellung entlaufender Sklaven gezahlt wurden.
Für die Figur des Pflanzers nutzte Noble das Bildnis des Konföderierten-Generals und früheren Sklavenhalters Albert Pike, das er 1867 gemalt hatte.

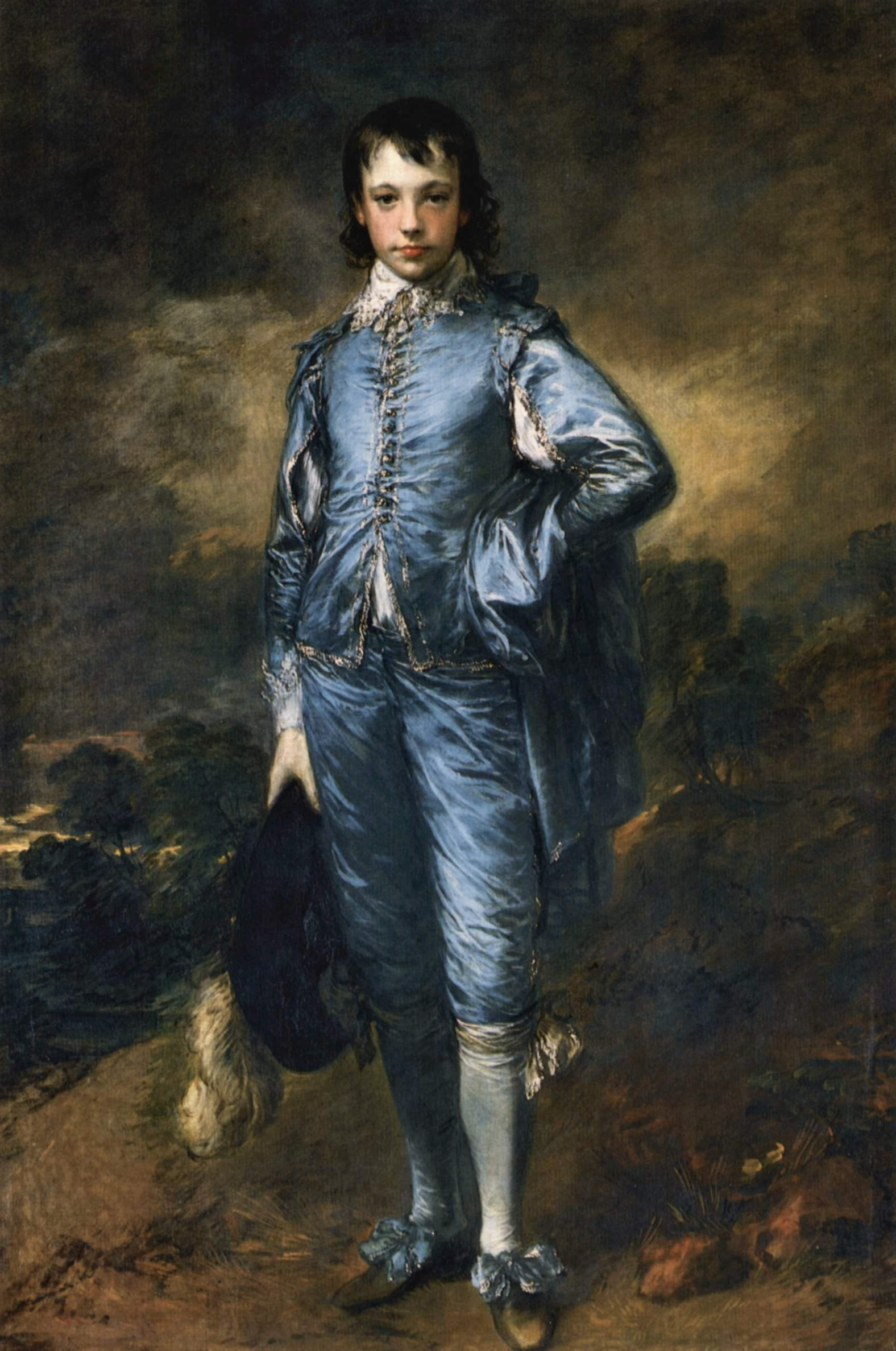
The Blue Boy, um 1770

Das Sujet des „Mulatten“ hatte Noble bereits 1865 in seinem Hauptwerk The American Slave Mart begonnen und dazu verwandt, Empathie für das Sklavenschicksal hervorzurufen. In seinem Bild thematisierte Noble durch die Wiederholung dieses Sujets das Phänomen der „Rassenmischung“. Dieser Topos bewegte seinerzeit viele US-Amerikaner, nachdem in den 1850er und 1860er Jahren die Zahl sogenannter „Mulatten“ bedeutend angestiegen war. In Nobles Heimatstaaten Kentucky und Missouri betrug die Zahl der als Sklaven gehaltenen „Mulatten“ für das Jahr 1860 gut 19 Prozent der Bevölkerung. Ein Onkel Nobles gehörte zu jener Gruppe der Bevölkerung, die mit schwarzen Sklavinnen Kinder gezeugt hatten. In der zeitgenössischen Wahrnehmung, die von rassistischen Konzepten des 19. Jahrhunderts beherrscht war, wurde sogenannten „Mulatten“ unterstellt, eine auf ihren Charakter und ihr Naturell durchschlagende Mischung zwischen „schwarzen“ Afroamerikanern und „Kaukasiern“ darzustellen. In ihnen würden sich typisch „weiße Qualitäten“ wie ein stärkerer Freiheitsdrang und ein höheres Bewusstsein für Menschenwürde manifestieren. Dieser Rezeption entsprechend stellte er den Sohn des Pflanzers als selbstbewussten, zu einem heroischen Ausdruck der Entrüstung befähigten „Mulatten“ dar. Dessen aristokratische Haltung, betont durch eine in die Hüfte gelegte Linke, zeigt annähernd die gleiche Pose, wie sie der englische Maler Thomas Gainsborough in dem berühmten Gemälde The Blue Boy darstellte.

## Rezeption und Provenienz
Noble ließ das Gemälde 1868 in der National Academy of Design in New York City ausstellen, 1869 in Boston und in Philadelphia. 1869 gewann er mit dem Bild auf der Cincinnati Industrial Expositon eine Silbermedaille. Im folgenden Jahr, 1870, errang er damit auf der Cincinnati Exposition eine Goldmedaille. Nachdem das Bild 1871 in Chicago sowie 1871 und 1873 erneut in Cincinnati präsentiert worden war, wurde es 1875 im schottischen Glasgow gezeigt. In Glasgower Ausstellungen erschien es 1888 und 1895 erneut.
Die zeitgenössische Kritik fiel äußerst positiv aus. Ein Kritiker des Boston Evening Transcript meinte 1869, dass das Bild eine Sensation ausgelöst hätte, wäre es vor dem Sezessionskrieg erschienen. Er lobte den Maler für die gelungene Darstellung der Figuren und schrieb dies der sorgfältigen Ausbildung des Künstlers in Frankreich zu. Ein Redakteur der Chicago Times beschrieb 1871 die Figur des „Mulatten“ als „wohlgestalteten jungen Feldarbeiter“ und dessen Gesichtsausdruck als „eine Mischung aus Verachtung für seinen luxuriösen Vater und der Entschlossenheit, bei nächstbester Gelegenheit nach Kanada zu entlaufen“.
In Glasgow wurde das Bild 1875 von einem Schotten namens A. G. McDonald erworben. In dessen Besitz und dem seiner Nachfahren verblieb es bis 1987, ehe es in die Vereinigten Staaten zurückkehrte.